# アルフレッサ
アルフレッサ株式会社（英: Alfresa Corporation）は、東京都千代田区に本社を置く、アルフレッサ ホールディングス傘下の医薬品、医療用検査試薬、医療用機器などの卸業者である。

## 沿革
- 1938年4月：福神薬局を創業。
- 1949年8月：株式会社福神商店を設立。
- 1964年4月：社名を福神株式会社に改称。
- 1980年8月：株式会社梅屋、大井福神株式会社、神奈川福神株式会社、千住福神株式会社、埼玉福神株式会社を吸収合併。
- 1983年12月：黒崎福神株式会社を吸収合併。
- 1995年10月：株式会社恒和薬品の株式を51.1％取得し子会社化。
- 1999年7月：安藤株式会社の株式を50.9％取得し子会社化。
- 2003年2月：株式会社岡内勧弘堂、弘和薬品株式会社、ダイワ薬品株式会社と業務提携。株式会社アズウェル、成和産業株式会社と共同で株式会社SAFEを設立。
- 2003年9月：株式会社アズウェルと株式移転による共同持株会社・アルフレッサ ホールディングス株式会社を設立し、同社の傘下に入る。
- 2004年4月：株式会社小田島の株式55.1%取得し子会社化。ダイワ薬品株式会社の株式86.8%取得し子会社化。
- 2004年7月：株式会社カクサンの株式50.2%取得し子会社化。
- 2004年10月：株式会社アズウェルと株式会社大正堂（アルフレッサ ホールディングス株式会社の完全子会社）を分割会社とする吸収分割により事業を承継し、社名をアルフレッサ株式会社に改称。また、明祥株式会社と業務提携。
- 2005年2月：松田医薬品株式会社の営業権を譲受。また、明祥株式会社へ福井県・石川県における営業権を譲渡し、同社からは新潟県における営業権を譲受。さらに、日建産業株式会社の株式51%を取得し子会社化。
- 2005年4月：岐阜県における営業権を日建産業株式会社に譲渡し、同社はアルフレッサ日建産業株式会社に改称。また、ダイワ薬品株式会社をアルフレッサ ホールディングス株式会社の完全子会社化。さらに、シーエス薬品株式会社と業務提携。
- 2005年9月：小西医療器株式会社と業務提携。
- 2006年8月：ヘルスケア営業本部における一般用医薬品などの卸売事業をシーエス薬品株式会社に譲渡。
- 2007年3月：株式会社小田島をアルフレッサ ホールディングス株式会社の完全子会社化。
- 2007年12月：特販営業部動物薬支店における動物薬などの卸売事業を株式会社アスコに営業譲渡。システム部における情報システム業務を設立したアルフレッサ システム株式会社へ移管。
- 2008年1月：九州営業部を新設。同時期に福岡・北九州・長崎大村・熊本・大分の5支店を設置し、同年4月には宮崎・鹿児島の2支店を新設。
- 2009年10月：高知県における営業権を四国アルフレッサ株式会社に譲渡。
- 2010年1月：アルフレッサ日建産業株式会社、安藤株式会社をアルフレッサ ホールディングス株式会社の完全子会社化。
- 2011年7月：当社子会社で医薬品情報の提供を行う株式会社SAFEを吸収合併。
- 2011年10月：グループ会社の安藤株式会社を吸収合併。
- 2012年10月：株式会社恒和薬品をアルフレッサ ホールディングス株式会社の完全子会社化。
- 2013年6月：希少疾病用医薬品や希少疾病用医療機器などの流通を行う子会社としてエス・エム・ディ株式会社を設立。
- 2016年3月：エス・エム・ディ株式会社の株式の一部を株式会社モロオ及び富田薬品株式会社へそれぞれ譲渡し、当社を含めた3社による合弁会社へ移行[4]。
- 2016年4月：グループ会社のアルフレッサ日建産業株式会社を吸収合併。
- 2016年7月：ティーエスアルフレッサ株式会社の九州エリアにおける医薬品等卸売事業を譲受。
- 2016年10月：グループ会社のシーエス薬品株式会社を吸収合併。
- 2020年12月：独占禁止法違反の疑いで公正取引委員会から刑事告発され、同日中に同罪で東京地方検察庁から起訴された[5][6][7]。

## 事業所
事業所一覧表を参照

## 不祥事・出来事
- 2020年12月9日、公正取引委員会は、独立行政法人地域医療機能推進機構が発注する医薬品の入札で談合を繰り返したとして、私的独占の禁止及び公正取引の確保に関する法律（独占禁止法）違反（不当な取引制限）の疑いでアルフレッサと同社の幹部ら3人を刑事告発した。同日、東京地方検察庁特別捜査部はアルフレッサを同法違反の罪で起訴し、幹部らも在宅起訴した[5][8]。
- 2023年1月17日までに公正取引委員会はアルフレッサを含む医薬品卸5社に対し、国立病院機構が九州地方で行った医薬品の入札で談合を繰り返したとして、独占禁止法違反（不当な取引制限）で計約6億円の課徴金納付命令を通知した[9]。このことを受け、厚生労働省はアルフレッサに対し2023年4月から9カ月間の指名停止を行ったほか[10]、地方自治体もそれぞれの基準で指名停止を行った[11]。